# Indice DA
L'indice DA o indice ΔA è un indice dello stato di maturazione della frutta basato sulla differenza di assorbanza a due lunghezze d'onda: quella alla quale si ha il massimo assorbimento da parte della clorofilla di tipo a ed una seconda, usata come riferimento, scelta per avere la minima variazione di assorbanza durante tutto il periodo di maturazione della frutta.
Il valore DA è proporzionale al quantitativo di clorofilla presente nel frutto. Poiché questo tende a diminuire costantemente durante la maturazione, l'indice DA tenderà a decrescere nel tempo, fino a raggiungere valori prossimi a 0 per frutti già eccessivamente maturi per un utilizzo commerciale.

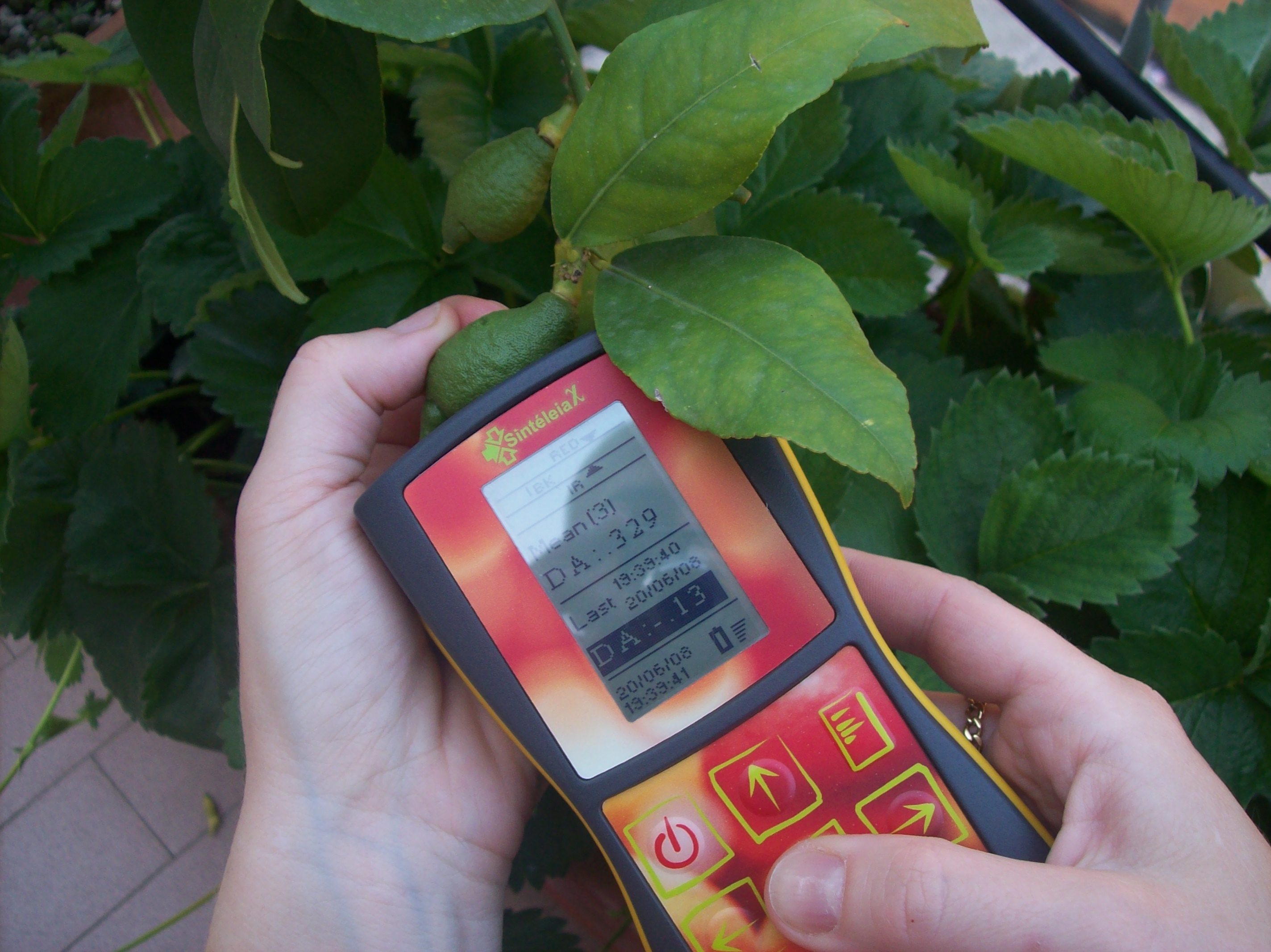
Strumento per la misurazione del DA

I valori di riferimento per la raccolta ed il consumo variano da specie a specie.

## Genesi
Negli ultimi anni, in frutticoltura, sono stati condotti numerosi studi circa l'impiego di tecniche non distruttive per valutare la qualità del frutto. 
Si è spesso tentato di ottenere per mezzo di prove non distruttive gli stessi indici che, normalmente, si ottengono per mezzo di prove distruttive quali la durezza, il grado brix, l'acidità e così via. Si è visto che, con le opportune correlazioni, questi parametri possono effettivamente essere ottenuti dall'analisi spettroscopica nel visibile e nell'infrarosso vicino. Le misure così ottenute, per altro, sono soggette agli stessi problemi di quelle ottenute con i metodi canonici e, principalmente, sono soggette a grossi problemi di stagionalità. Inoltre la correlazione stessa fra lo spettro ed i parametri è dipendente da molti fattori e questo comporta la necessità di distruggere ed analizzare comunque un grosso numero di frutti per poter ottenere il modello di calibrazione.
L'indice DA nasce come evoluzione e semplificazione dei sistemi sopracitati per ovviare ai suddetti problemi proponendo di fatto di rilevare un valore non legato alla stagionalità (ovvero la presenza della clorofilla) e che di conseguenza non richiede calibrature.
La necessità di misurare l'assorbanza su due sole lunghezze d'onda, inoltre, consente di realizzare la misura per mezzo di strumenti semplici e poco costosi.

## Invenzione
Con la domanda di brevetto M02005A000211 depositata da “Alma Mater Studiorum-Università di Bologna”, si è tutelata una invenzione, realizzata da Costa Guglielmo, Noferini Massimo e Fiori Giovanni, relativa ad un indice detto DA, fortemente correlato con lo stadio di maturazione di un frutto ed ai metodi ed agli apparati atti ad effettuare la misura del suddetto DA.

## Proprietà
Le proprietà più interessanti dell'indice sono:
- L'indice DA, è un nuovo indice non distruttivo, e può essere misurato sui frutti in pianta per monitorare l'evoluzione fisiologica della maturazione.
- La degradazione della clorofilla e, di conseguenza, il valore DA, seguono la maturazione della frutta anche dopo la raccolta e durante la conservazione;
- A differenza degli altri parametri utilizzati per determinare lo stato di maturazione di un frutto che sono legati all'andamento stagionale (piovosità, nuvolosità, temperatura) ed alla tipologia del terreno di coltivazione, l'indice DA è legato esclusivamente allo stato di maturazione e, di conseguenza, è ripetibile di anno in anno e di luogo in luogo.

## Applicazioni
L'indice DA viene di norma utilizzato per determinare il corretto momento di raccolta, per verificare l'omogeneità della partita, e per valutare la conservabilità di lotti di produzione. 
Ulteriori utilizzi su tutta la catena di produzione/distribuzione sono attualmente in fase sperimentale.
Viene inoltre usato dai vivaisti, per determinare i protocolli di coltivazione delle nuove specie.
L'indice DA, ad ora, è stato utilizzato con pere, mele, susine, albicocche e pesche. Sono attualmente in corso sperimentazioni per molte altre specie vegetali.
Attualmente esiste una versione commerciale, realizzata su licenza di “Alma Mater Studiorum-Università di Bologna” dello strumento utilizzato per la misura dell'indice DA, detto «DA meter».